# صلاح الدين محمد أبو الرب
صلاح الدين محمد أبو الرب (مواليد 1955 في دير غزالة، محافظة جنين، فلسطين) هو كاتب أردني. وهو عضو اتحاد الكتّاب والأدباء الأردنيين، واتحاد كتاب الإنترنت العرب ورابطة أدباء الشام ونقابة الأطباء الأردنية، وعضو مؤسس ونائب رئيس اتحاد المدونين الأردنيين، كما كان عضوًا في الهيئة الإدارية لنادي خريجي الجامعات والمعاهد المصرية في الأردن لعدة دورات.

## دراسته
أنهى دراسة الثانوية العامة في مدرسة الشويخ الثانوية في الكويت عام 1973، وحصل على شهادة البكالوريوس في الطب البشري من جامعة الأزهر في مصر عام 1981.

## حياته المهنية
عمل طبيبًا في عيادته الخاصة، ومديرًا لدائرة المهن الطبية في الكلية الجامعية العربية للتكنولوجيا بعمّان بين عاميّ 1986 و2006، ومديرًا لدائرة المهن الهندسية في الكلية بين عامي 1996 و1998.
وأدبيًا، عمل مديرًا عامًا لدار الهدى للدراسات والأبحاث والنشر. وشغل منصب نائب رئيس اتحاد الكتّاب والأدباء الأردنيين عام 2010.

## مؤلفاته
- «أسس الإسعاف الأولي والفوري»، ثقافة صحية، دار الشروق، عمّان، 1989
- «الطب والصيدلة عبر العصور»، تاريخ، الأهليّة للنشر والتوزيع، عمّان، 1991[3][4]
- «مقدمة في علم الأمراض» (بالاشتراك)، في الطب، دار حنين، عمّان، 1992
- «مقدمة في صحة المجتمع»، ثقافة صحية، دار حنين، عمّان، 1996[5]
- «الباحث عن الحنان» (رواية)، الأكاديمية، 2000[6]
- «علم التشريح»، في الطب، دار اليازوري العلمية، عمّان، 2006
- «أخبار بلا صوت» (مجموعة قصصية)، دار الهدى، 2007[7]
- «هلوسات وأشياء أخرى» (قصص قصيرة وقصيرة جدا)، 2016[8]
- «روح يااا: حكايا أبو بسيط القصيرة» (كتاب ساخر)، 2016[9]
- «السياسة الإسلامية والإسلام السياسي»، 2016[10][11]

## جوائز
- المركز الأول، الإعداد المسرحي، المهرجان الثقافي للأندية الصيفية، الكويت، عن مسرحية «من صبر قدر عن قصة ياليل دانة»، 1972
- المركز الأول، الإعداد المسرحي، المهرجان الثقافي للأندية الصيفية، الكويت، عن مسرحية «نفحات أيوبية عن قصة صلاح الدين بطل حطين»، 1976
- المركز الثاني، مسابقة القدس، اتحاد الكتّاب والأدباء الأردنيين، عن بحث «الأكناف»، 2007